# Ole Andersen (erhvervsmand)
 Der er flere personer med dette navn, se Ole Andersen.
Ole Gjessø Andersen (født 11. juli 1956, død 2. juni 2020) var en dansk erhvervsmand. Han var bl.a. formand for Danske Bank og Bang & Olufsen. Ole Andersen blev i 2015 kåret til årets bestyrelsesformand.
Ole blev i 1985 uddannet HD, i 1988 cand.merc.aud (CMA) (revisor) og i 1989 Statsautoriseret revisor.
Han var ansat i det daværende revisionsfirma Arthur Andersen fra 1984 til 1989, hvorefter han blev partner i en række firmaer inden han i 1991 blev direktør Alfred Berg Corporate Finance hvor han var indtil 1997, hvor han blev administrerende direktør i SEB Corporate Finance i Danmark. I 2000-2003 var han Global Manager i SEB Corporate Partners hvorefter han blev partner i kapitalfonden EQT frem til 2008. 
I 2009 blev han bestyrelsesmedlem i Bang & Olufsen og i 2010 blev han formand for bestyrelsen. Denne post havde han frem til sin død i 2020. Han døde dagen før en ekstraordinær generalforsamling, der skulle rejse kapital for Bang & Olufsen, der igennem længere tid havde haft finansielle udfordringer.
I 2010 blev han ligeledes bestyrelsesformand i Chr. Hansen (der producerer ingredienser), hvor han var frem til 2018.
I 2010 blev han endvidere medlem af bestyrelsen i Danske Bank og fra december 2011 til 2018 var han formand for Danske Bank. Posten gav ham både stor ros for sit arbejde med at lede banken ud af finanskrisen, men også senere kritik pga. Danske Banks rolle i en sag om formodet hvidvask i Estland. Andersen blev erstattet af Karsten Dybvad.
Han var desuden menigt bestyrelsesmedlem i en række virksomheder som fx Georg Jensen og Zebra, der står bag Flying Tiger Copenhagen.
Ole har desuden haft en række andre hverv, fx medlem af nomineringsudvalget i Nasdaq Nordic og medlem af "Komitéen for god selskabsledelse". Han var ligeledes adjungeret professor ved Copenhagen Business School (CBS).
Ole var gift og havde 2 voksne døtre.